# La giostra umana
La giostra umana (O. Henry's Full House) è un film del 1952 diretto da cinque diversi registi.

## Trama
Film suddiviso in cinque episodi

### Episodio #01: "Il poliziotto e il salmo (The Cop and the Anthem)", diretto da Henry Koster
- con Marilyn Monroe, Charles Laughton e David Wayne

Un vagabondo cerca in tutti i modi di farsi arrestare volendo trascorrere l'inverno al sicuro dal freddo in prigione, alla fine comprende l'inutilità dei suoi atti ma proprio in quel momento viene arrestato per vagabondaggio e portato in prigione.

### Episodio #02: "Il Clarion Hall (The Clarion Call)", diretto da Henry Hathaway
- con Dale Robertson e Richard Widmark

Un poliziotto scopre l'autore di un omicidio, si tratta di un suo vecchio amico che tempo addietro gli prestò mille dollari, prima di arrestarlo il tutore della legge salda il debito.

### Episodio #03: "L'ultima foglia (The Last Leaf)", diretto da Jean Negulesco
- con Anne Baxter, Jean Peters e Gregory Ratoff

Un pittore si sacrificherà per salvare la vita di una giovane ragazza ammalata convinta che appena cadrà l'ultima foglia al tralcio vicino alla sua abitazione la sua vita avrà termine, l'artista quindi disegnerà quell'ultima foglia.

### Episodio #04: "Il riscatto di Capo Rosso (Ransom of Red Chief)", diretto da Howard Hawks
- con Fred Allen, Oscar Levant e Lee Aaker

Un rapimento di un ragazzino con l'intento di estorcere dei soldi alla sua famiglia finirà con l'essere una maledizione per i malfattori e alla fine saranno loro a pagare riuscendo finalmente a liberarsene. L'episodio è un adattamento del celebre racconto umoristico di O. Henry, Il riscatto di Capo Rosso.

### Episodio #05: "Il dono dei Magi (The Gift of the Magi)", diretto da Henry King
- con Jeanne Crain e Farley Granger

Per la vigilia di natale due sposini si privano dei loro beni più cari per dei regali fatti appositamente pensando a quel bene che possedevano, i doni non serviranno materialmente ma consolideranno il loro affetto.

## Distribuzione

### Data di uscita
Il film venne distribuito in varie nazioni, fra cui:
- Stati Uniti d'America, Full House 18 settembre 1952
- Svezia, Livets glada karusell 21 novembre 1952
- Germania Ovest, Fünf Perlen 22 aprile 1953
- Austria, Vier Perlen maggio 1953
- Francia, La sarabande des pantins 29 maggio 1953
- Finlandia, Neljä helmeä 7 agosto 1953
- Danimarca, Fire perler 13 aprile 1955